# Oahu
Oahu az Amerikai Egyesült Államok Hawaii államának a harmadik legnagyobb területű szigete. Az állam lakosságának a 75%-a itt él. Beceneve: „A gyülekezőhely” (angolul: The Gathering Place). Az 1557 négyzetkilométeres sziget körülbelül két és fél-három millió éve egy vulkánkitörés után keletkezett. Egykori vulkánja lepusztult formában alkotja a párhuzamosan futó Koolau- és Waianae-hegységrendszert, amelynek lagmagasabb pontja az 1230 méteres Kaala csúcs. A sziget I. Kamehameha hawaii király ideérkezése előtt saját vezérrel és hadsereggel rendelkezett. Itt található a Hawaii-szigetek egyetlen nagyvárosa, egyben az állam székhelye, Honolulu.

## Látnivalók
- Honolulu – 1884 óta Hawaii szövetségi állam székhelye és fő kikötője.

- Waikiki – a település a sziget legjelentősebb üdülőövezete, köszönhetően az itt található mintegy két és fél kilométer hosszú, hófehér homokkal borított tengerparti strandnak.

- Pearl Harbor – a világtörténelem sorsfordító helyszíne. Az eredetileg gyöngyhalászok munkahelyéül szolgáló öböl mára egybeforrt a történelemmel.

- USS Arizona Nemzeti Emlékhely – a USS Arizona csatahajó roncsai fölé állított emlékhely annak az 1777 tengerésznek állít emléket, akik 1941. december 7-én itt vesztették életüket. A hajóval egyetlen, 800 kilogrammos bomba végzett. A hatalmas hajót kilenc perc alatt nyelték el a hullámok.

- USS Bowfin Tengeralattjáró Múzeum – a USS Bowfin tengeralattjáró az Államok keleti partján élő édesvízi halról kapta nevét. 1942. július 23-án bocsátották vízre Maine államban. A második világháborúban Indonézia és Japán között járőrözött, és elsüllyesztett 15 kereskedelmi hajót valamint egy fregattot. Ez torpedózta meg a Tsushima Maru hajót, amely a háború vége felé civil menekülteket szállított Okinawából Kagoshimába. 1986 óta állami emlékhely.

- Missouri csatahajó – az Iowa osztályú USS Missouri (BB 63) az Amerikai Haditengerészet legendás csatahajója. 1944. január 6-án New Yorkban bocsátották vízre. A második világháború során számos csatában vett részt. 1945. szeptember 2-án ennek a hajónak a fedélzetén írták alá Japán kapitulációját. Részt vett a koreai háborúban valamint 1991-ben az Öbölháborúban is. 1995-ben nyugállományba helyezték, majd 1998-tól múzeumként működik.

- Hanauma-öböl Állami Tengeri/Tengeralatti Nemzeti Park – a hajlított formájú öböl Oahu egyik legszebb látnivalója.

- Sea Life Park – a magántulajdonban lévő park a tengeri élővilágot mutatja be.

- Polinéz Kulturális Központ – a mormon egyház alapította, azzal a céllal, hogy bemutassa Szamoa, Új-Zéland, Fidzsi, Tahiti, Tonga, a Marquesas-szigetek és Hawaii kultúráját. A központ 42 hektáros területen található.

## Képek

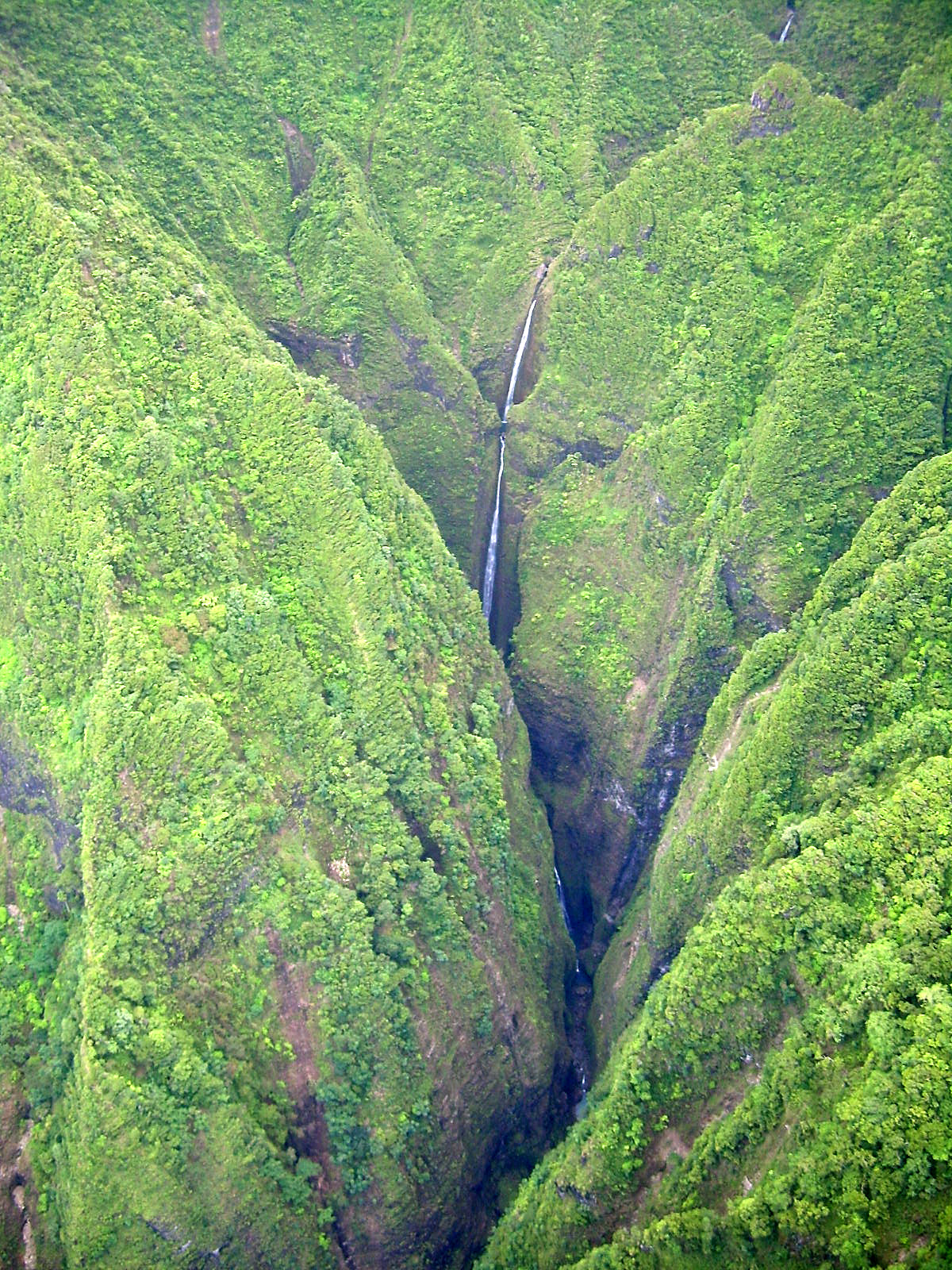
Sacred vízesés
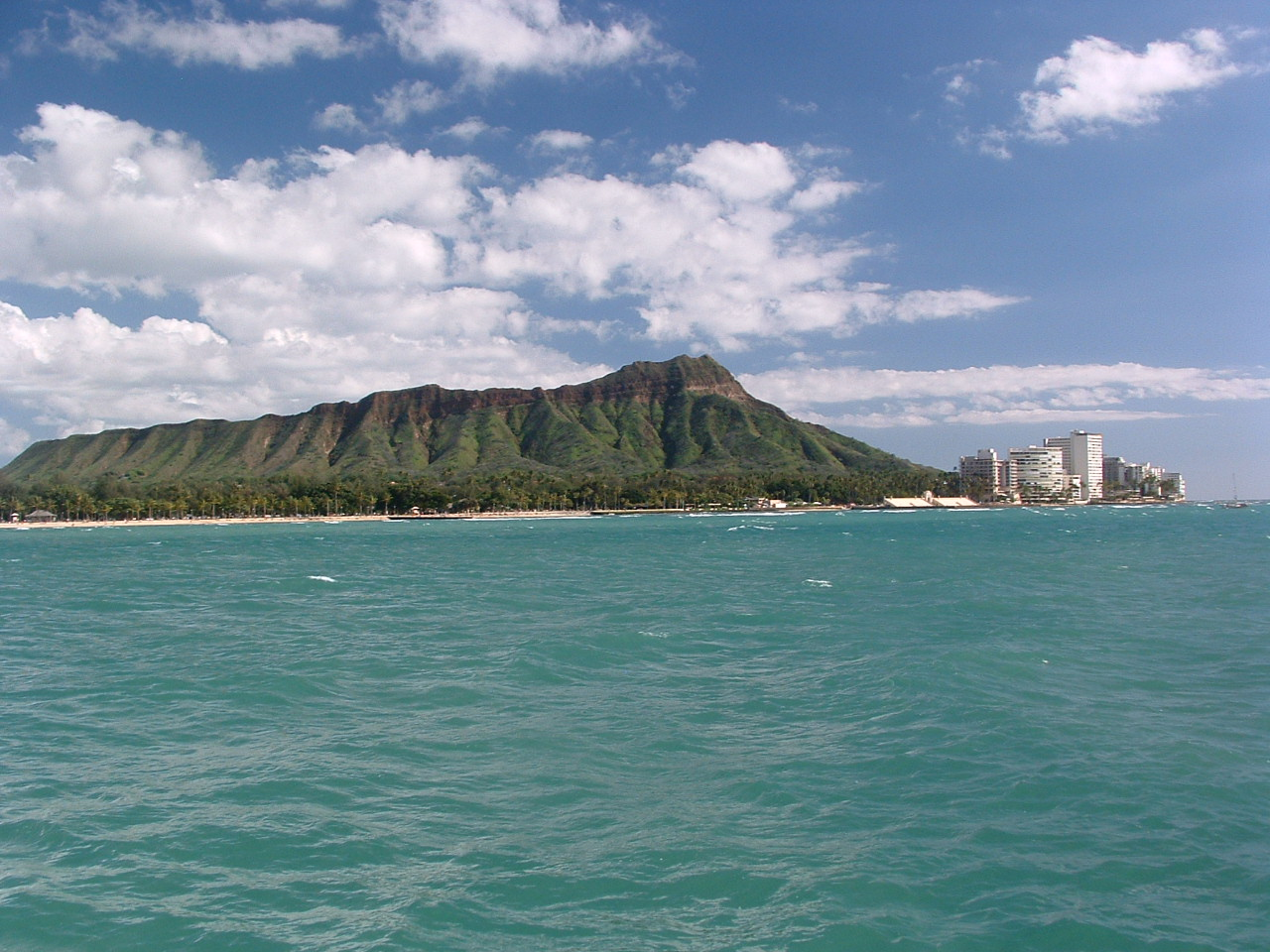
Diamond Head
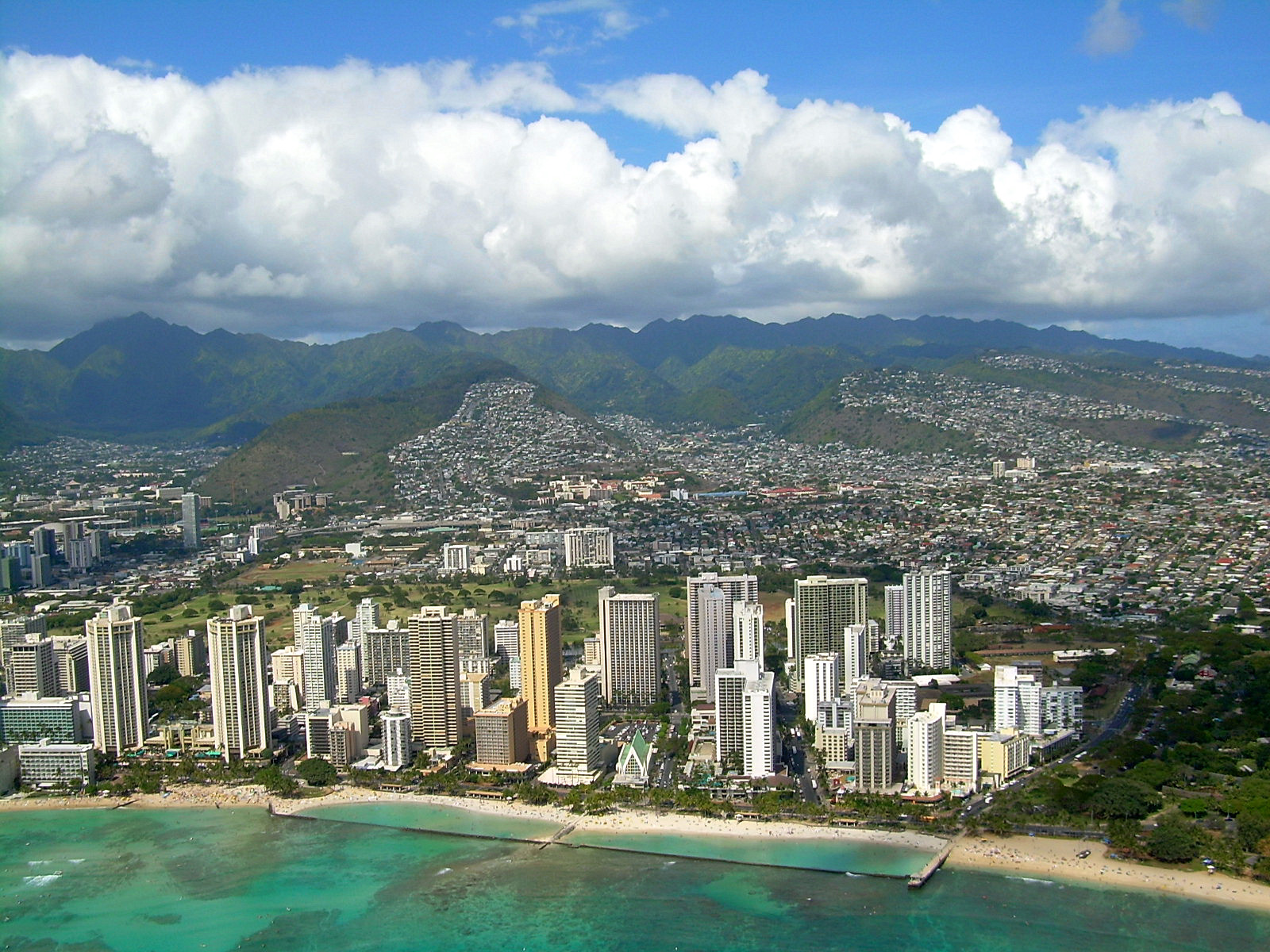
Honolulu
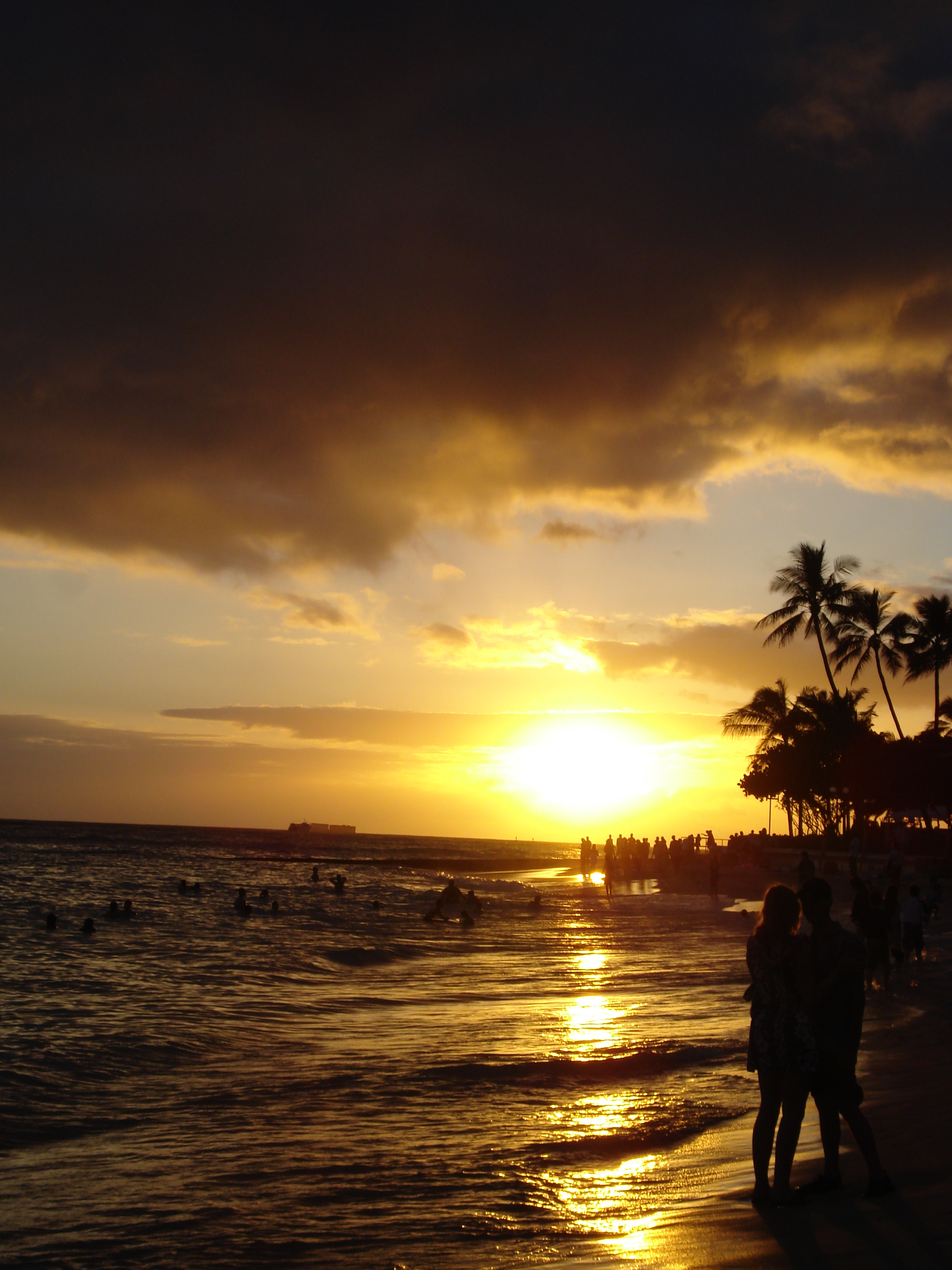
Waikiki
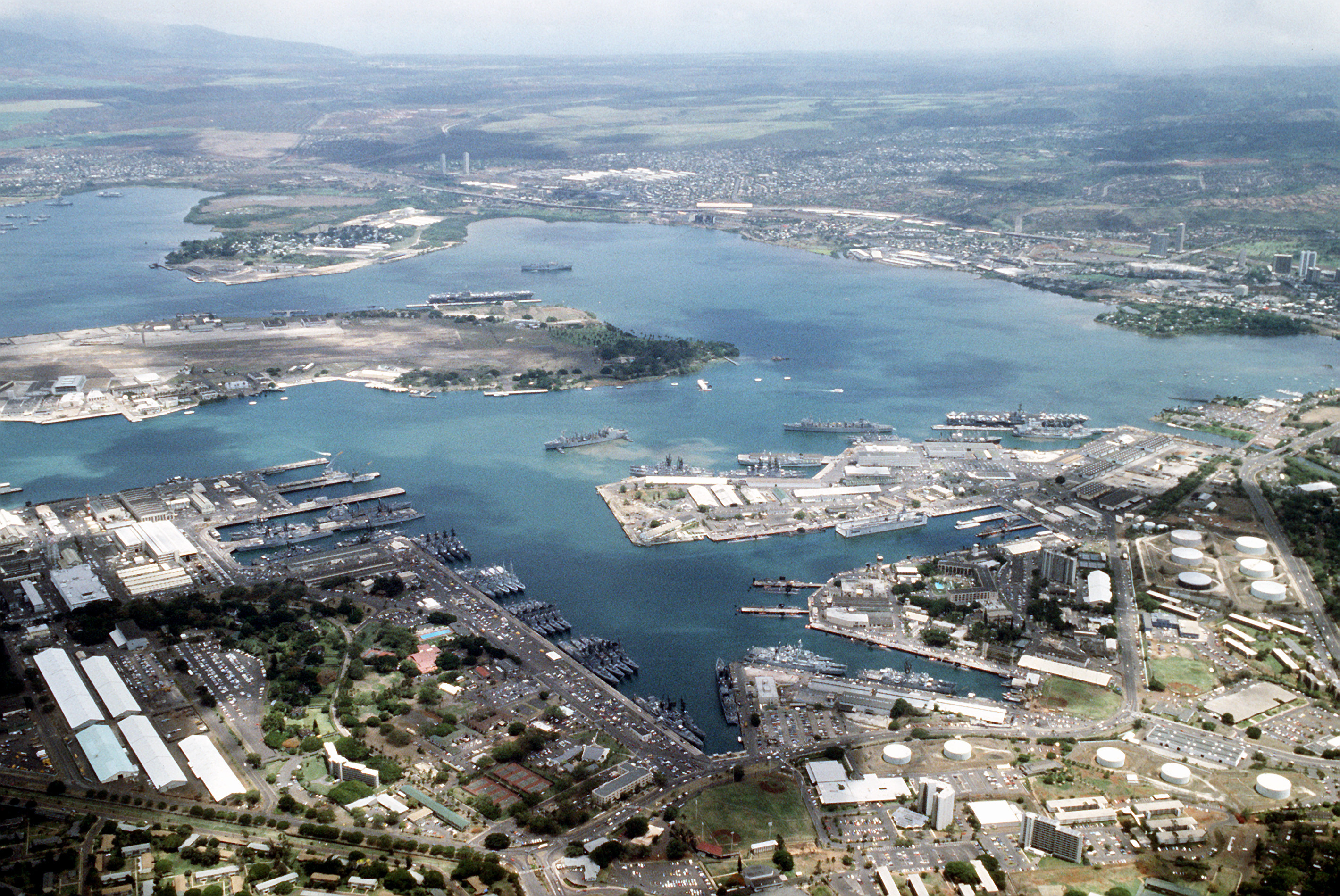
A Pearl Harbor-i haditengerészeti bázis
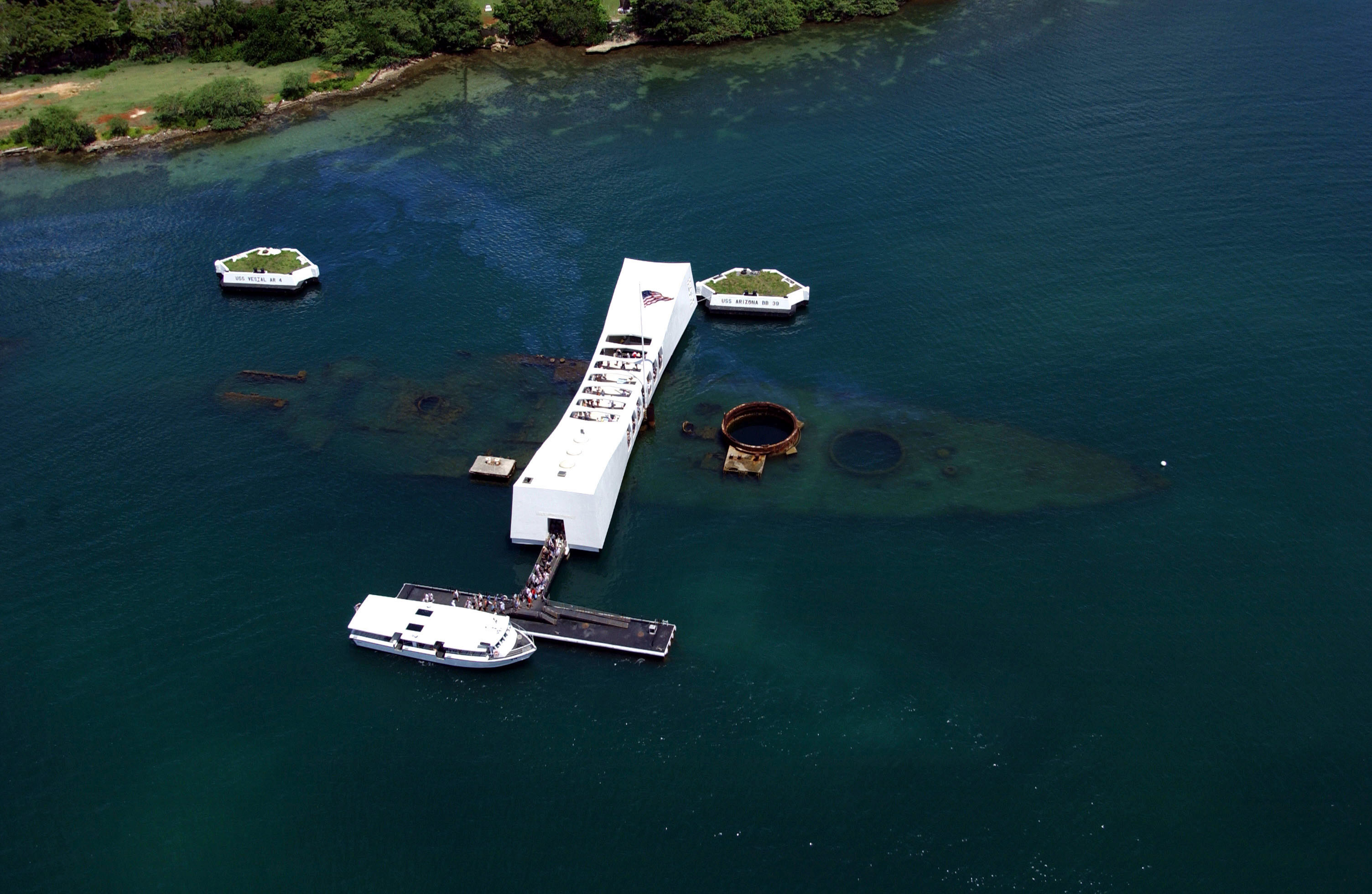
USS Arizona Nemzeti Emlékhely
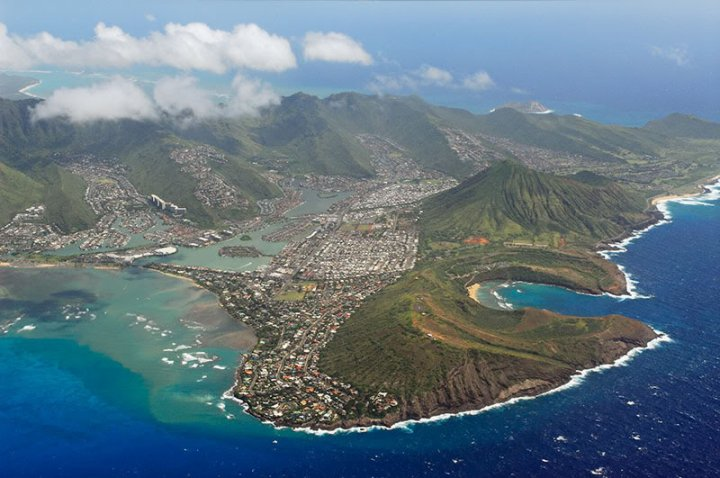
Hawaii Kai lakóövezet a sziget délkeleti csúcsán